# Gaëtan Roussel
Gaëtan Roussel (Rodés (Avairon), 13 d'octubre del 1972) és un cantant i compositor francès. Ha estat el vocalista dels grups de rock Louise Attaque i Tarmac.

## Biografia
El 2008 va participar en la composició de les cançons i en la producció de l'últim àlbum d'Alain Bashung, Bleu pétrole, que fou guardonat el 2009 als premis "victoires de la musique". Ha escrit la música de dues pel·lícules, de Benoit Delépine i Gustave Kervern: Louise-Michel i Mammuth. Gaëtan Roussel també ha escrit per artistes com Rachid Taha i Vanessa Paradis.
L'any 2009 emprèn una carrera en solitari i apareix Ginger, del qual forma part el seu single Help myself (Nous ne faisons que passer) el qual, després de la seva sortida el 8 de març de 2010, va ser molt difós per les emissores de ràdio franceses. Aquest tema aconseguí també una certa popularitat al Quebec durant la primavera i l'estiu del 2010.

Guanyà el premi de "victoires de la musique" com a millor àlbum de rock de l'any el 2011, durant l'emissió difosa el dimecres 9 de febrer del mateix any a France 4, així com al millor intèrpret masculí i al millor àlbum de l'any per Ginger a la que fou emesa l'1 de març de 2011.
També el 2011 ha participat en un àlbum que recupera temes d'Alain Bashung i que es titula Tels Alain Bashung, a on interpreta, entre altres cançons, J'passe pour une caravane.

## Discografia en solitari
| • Ginger (100 000 exemplars venuts) (2010) |
| --- |
| (Universal) 1. Clap Hands 2. Help myself (Nous ne faisons que passer) 3. Si l'on comptait les étoiles 4. Inside outside 5. Mon Nom 6. Tokyo 7. Dis-moi encore que tu m'aimes 8. DYWD 9. Des questions me reviennent 10. Trouble 11. Les belles Choses |